# Lar
|  | Aquest article tracta sobre les deïtats romanes. Vegeu-ne altres significats a «Lar (desambiguació)». |

Els lars (en llatí lares) eren unes divinitats de la mitologia romana que formaven part dels cultes familiars.
L'origen es remunta als cultes dels etruscs vers els déus familiars. Segons Ovidi, són descendents de la nimfa Lara i de Mercuri, i tenien gairebé les mateixes atribucions d'aquest déu com la tutela de la llar i de la família, i la protecció a les cruïlles de camins. Un altre origen és la paraula etrusca Lar ('senyor' o 'heroi').

## Funcions
La religió de l'antiga Roma presentava dos vessants: els cultes públics o estatals i els cultes privats o domèstics (lares domestici i lares publici). Dins els cultes domèstics se situa l'adoració dels anomenats dii familiaris o déus de la família. Entre aquests es troben els lares loci, la funció primordial dels quals era vetllar pel territori en el qual es trobava la casa familiar. Tant és així, que abans que la propietat privada fos regulada pel dret, eren els lars els encarregats d'evitar que els estranys s'endinsessin en terres alienes mitjançant l'amenaça d'alguna malaltia que podia arribar a ser mortal. Amb el temps els manes d'una casa van quedar més connectats amb el lloc d'enterrament i els lares domestici amb la terra i la casa. Només els esperits dels bons homes eren honorats com a lares, i les dones no podien esdevenir lares, però sί els infants de més de 40 dies. Els lares domestici es corresponen, en certa manera, als grecs ἥρως ἐπώνυμος o ὁ κατ' οἰκίαν ἥρως (esperits dels herois). Els lares familiari eren inseparables d'una família i quan canviava d'adreça se n'anaven amb ells.

## Representacions
Les famílies romanes sentien una gran veneració pels lars, que representaven en forma de petites estàtues. Aquestes es col·locaven tant dins com fora de la casa a petits altars o lararium, on es realitzaven les ofrenes o se'ls resaven oracions. En les cases o domus, el larari solia situar-se a l'atri, el més a prop possible de la porta principal. En el cas dels apartaments o insulae, el larari es col·locava a prop de la cuina, encara que en una mateixa casa n'hi podia haver més d'un i no era estrany col·locar-los als dormitoris. El que era important, tanmateix, és que no estiguessin en llocs poc transitats o amagats, a fi que no quedessin ignorats, oblidats o robats. En definitiva formaven un membre més de la família (Gens).
En els primers temps de la cultura romana cada casa tenia almenys una petita estàtua. Les estatuetes podien tenir diferents formes, però la més comuna era la representació a partir de la imatge d'un jove vestit amb túnica curta i botes en actitud d'anar a servir vi d'un corn emprat com a copa(rhyton). Més endavant sorgiria una certa confusió entre aquestes icones i les dels manes, ànimes dels avantpassats morts.

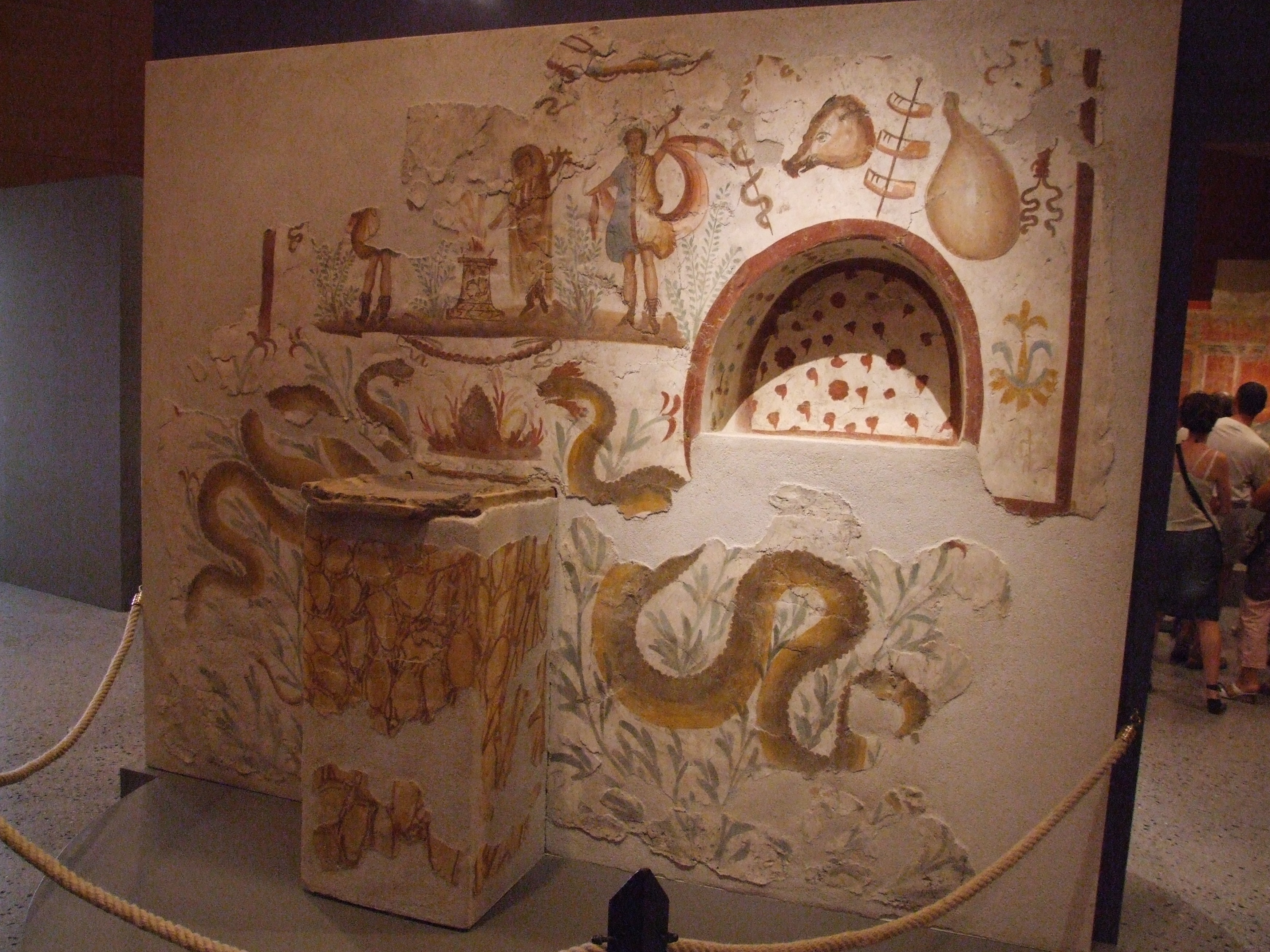
Altar d'un lararium a Pompeia

## Lars públics i lars domèstics
Plini distingeix molt bé els lars públics dels domèstics. Els públics foren adorats no sols a Roma sinó en altres ciutats, de fet en totes les que seguien el model romà o el llatí.
Entre els lars públics hi havia els lares praestites (plural de praestes= protector, garant), o lares compitales (lars de les cruïlles) que eren de fet els mateixos i es distingien per les cerimònies d'adoració. Els lares praestites eren considerats protectors de la ciutat i tenien el seu temple a l'anomenada Via Sacra prop del compitum, pel que foren anomenats compitales; el seu temple tenia dues imatges, probablement les de Ròmul i Rem; als lars se'ls sacrificaven gossos; quan es parlava dels lares compitales es pensava més aviat en protectors de parts de la ciutat i sota aquest nom hi havia força capelles (aediculae) a Roma.
En temps d'August el genius Augusti fou incorporat als lares praestites. August tenia una casa situada entre el Temple de Vesta i la Regia. Quan va esdevenir emperador va donar la casa i els lares que hi havia a dins a les Vestals: Aquesta donació reforçava i ampliava la protecció dels seus lars familiars estenent-lo cap tot l'estat. Els Lares praestites i els Lares compitales (a partir de llavors anomenats Lares Augusti) tenien dies de festivitat diferent però s'exhibien dins la mateixa capella.
La resta dels lares públics foren:
- Lares rurales, adorats al camp.[11][12]
- Lares arvales, adorats en zones rústiques i esmentats en l'himne Carmina arvales.Plantilla:Ross Taylor
- Lares viales, adorats per viatgers, als camins.
- Lares marini o permarini, adorats als vaixells.

## La Compitàlia

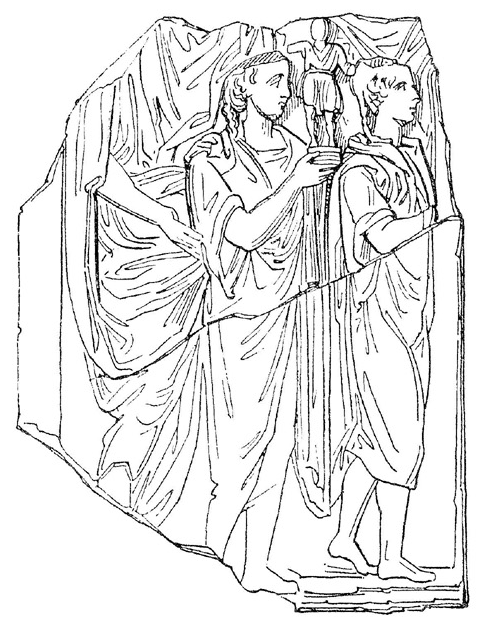
Dibuix d'un relleu que representa una processó portant la imatge d'un Lar durant la festa de la Compitalia. (Museu Laterà, a Roma)

La Compitalia era la festa dedicada als Lares públics. La ciutat de Roma estava protegida per un Lar que tenia una estàtua a una capelleta (sacellum) incrustada en la muralla (pomerium). Cada barri de la ciutat (vicus) tenia, a més, el seu propi Lar situat a la cruïlla entre districtes. Eren els anomenats Lares Compitalicii i se celebrava un festival en el seu honor poc després de la Saturnalia a final d'any. Durant aquesta festivitat se sacrificava un porc amb una processó prèvia pels carrers que acabava davant la capelleta de la muralla. En la darreria de l'època republicana Dionís d'Halicarnàs descriu l'oferiment d'un pastís de mel aportat per cada família. Es creu que aquesta festa va ser instituïda pel sisè rei, Servi Tul·li, ja que en ser d'origen humil, tenia preferència per aquestes divinitats, en contrast d'altres reis i governants procedents de classe patrícia que preferien honorar la tríada capitolina. En l'època imperial, una altra festa es va relacionar amb els lars, la Laurentàlia, celebrada al desembre, juntament amb l'adoració de Ròmul i Rem, els avantpassats protectors de la ciutat.